# GA Ferries
GA Ferries war eine in Griechenland ansässige Reederei, die von 1988 bis zu ihrer Insolvenz im Jahr 2011 mehrere Fährschiffe betrieb.

## Geschichte

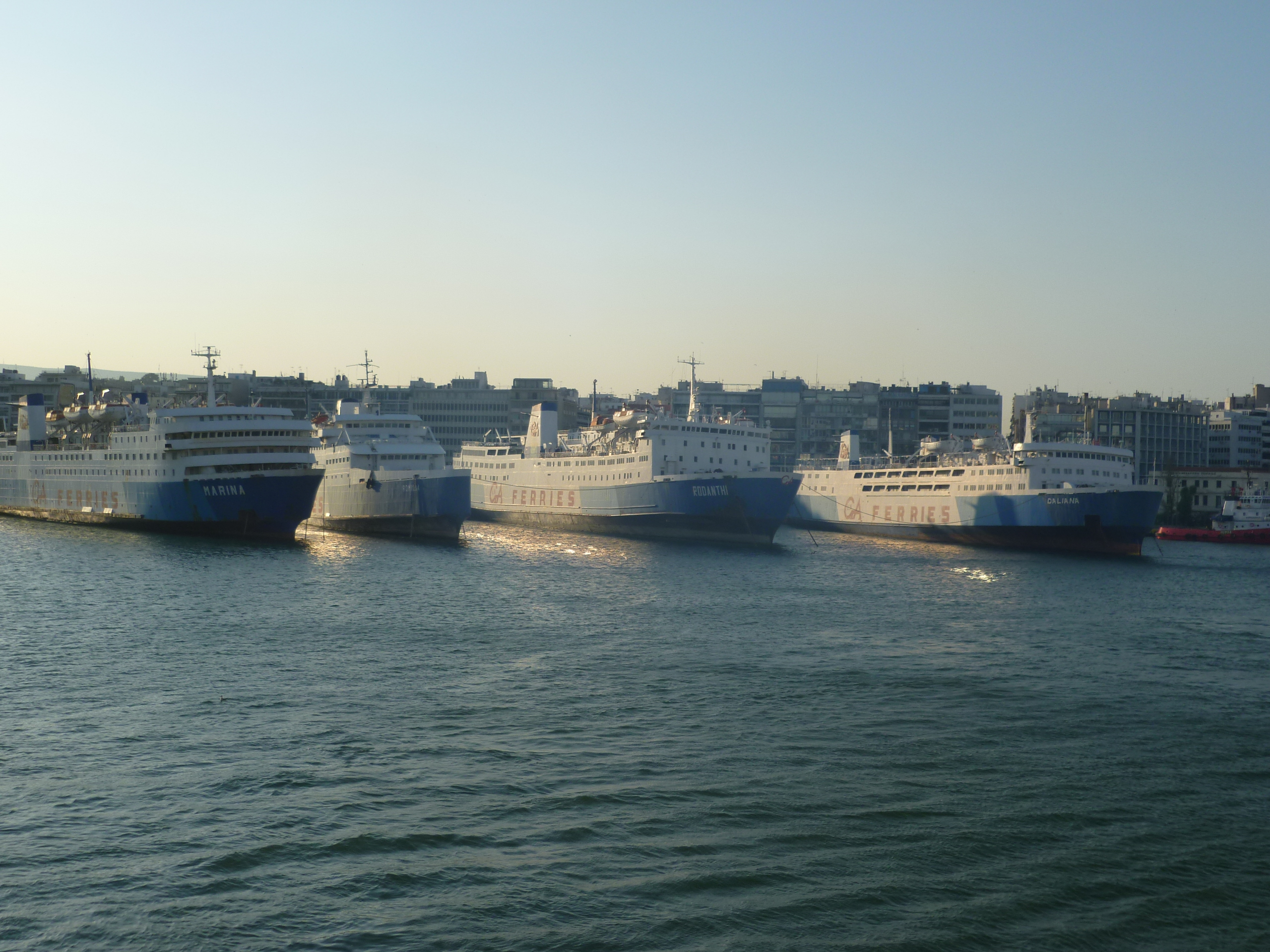
Aufgelegte Schiffe von GA Ferries in Piräus, Juli 2011

GA Ferries wurde 1988 in Piräus gegründet. Erstes Schiff der Reederei wurde die 1970 als Ferry Pearl in Japan erbaute Daliana. In den folgenden zwanzig Jahren baute die Reederei ihre Flotte aus und besaß so zum Zeitpunkt ihrer Insolvenz neun Schiffe. Die Fähren von GA Ferries wurden vom Heimathafen Piräus aus nach Ikaria, Samos, Syros, Paros, Naxos, Santorin und zu den Sporaden eingesetzt.
2003 kaufte die Reederei mit der 1980 in Dienst gestellten Anthi Marina ihr bis dahin größtes Schiff, das jedoch gemeinsam mit mehreren anderen Schiffen der Flotte 2008 wegen finanzieller Schwierigkeiten und zu hoher Betriebskosten aufgelegt werden musste. Nachdem GA Ferries nicht mehr zahlungsfähig war, wurden im September 2009 die restlichen im Dienst stehenden Schiffe der Reederei zusammen mit den bereits ausgemusterten Einheiten arrestiert und in Piräus aufgelegt. GA Ferries meldete daraufhin Insolvenz an und wurde 2011 aufgelöst.

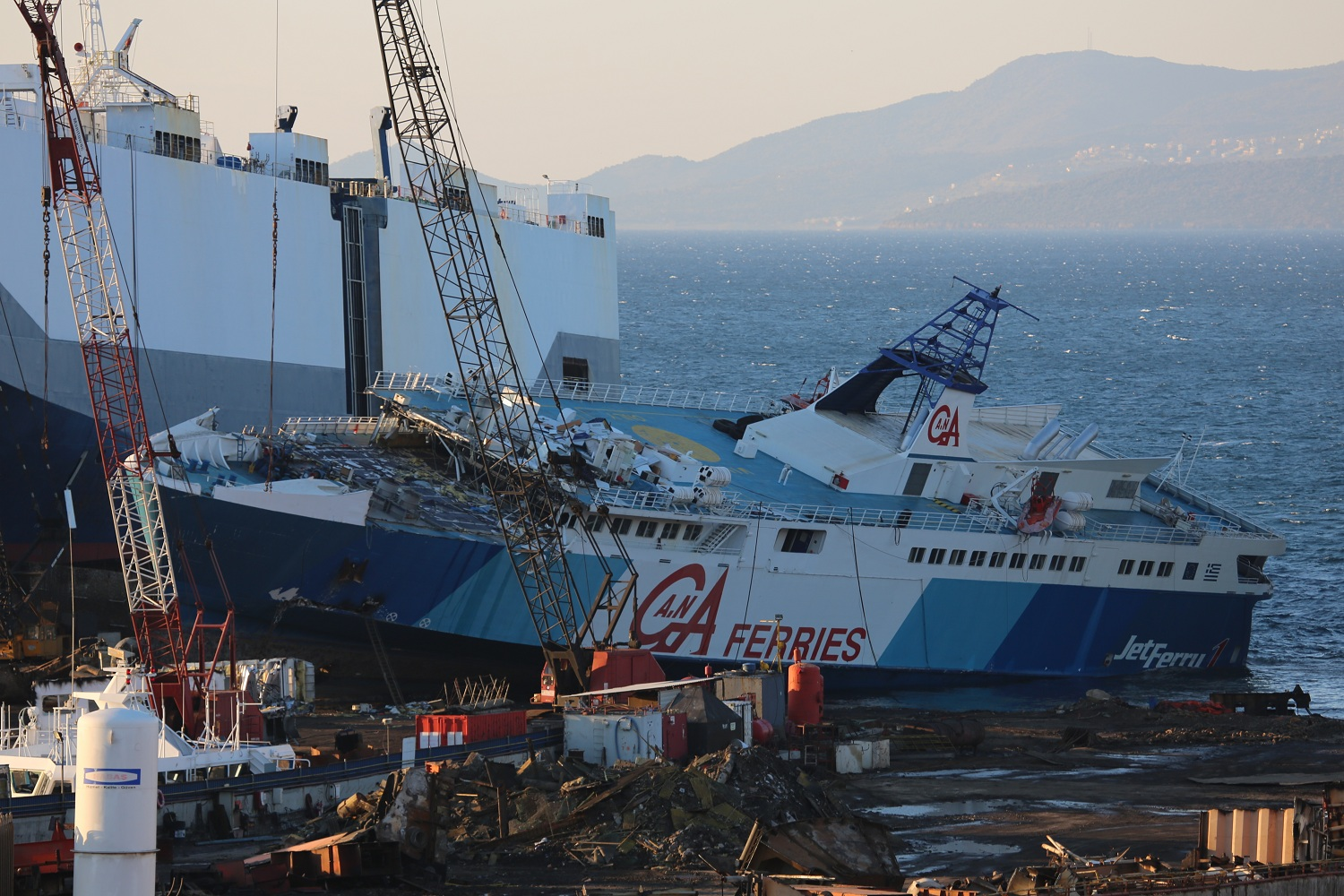
Abwrackung des Jetferry 1

Ein Großteil der zum Zeitpunkt der Auflösung zu GA Ferries gehörenden Schiffe wurde 2011 zum Abwracken nach Aliağa verkauft. Die Anthi Marina folgte ein Jahr später. Als letztes aufgelegtes Schiff der Reederei wurde im Januar 2016 die Jetferry 1 zum Abwracken verkauft. Von den ehemaligen Schiffen von GA Ferries ist heute nur noch die Wawel in Fahrt, die von 2003 bis 2004 als Alkmini A im Dienst der Reederei war.

## Schiffe
| Jahr        | Name         | Tonnage   | Werft                                               | Status/Schicksal                                                            |
| 1988 (1970) | Daliana      | 3978 BRT  | Hayashikane Shipbuilding & Engineering, Shimonoseki | 2009 aufgelegt, 2011 in Aliağa abgewrackt                                   |
| 1989 (1970) | Milena       | 5941 BRT  | Hayashikane Shipbuilding & Engineering, Shimonoseki | 2009 aufgelegt, 2012 in Aliağa abgewrackt                                   |
| 1989 (1971) | Dimitra      | 6177 BRT  | Cantiere Navale Breda, Venedig                      | 1994 verkauft, 2010 in Alang abgewrackt                                     |
| 1990 (1971) | Marina       | 10154 BRT | Kanda Zosensho, Kure                                | 2009 aufgelegt, 2011 in Aliağa abgewrackt                                   |
| 1990 (1974) | Rodanthi     | 8273 BRT  | Naikai Shipbuilding & Engineering, Setoda           | 2009 aufgelegt, 2012 in Aliağa abgewrackt                                   |
| 1992 (1972) | Romilda      | 5596 BRT  | Arsenal de la Marine National Francaise, Brest      | 1993 verkauft, 2016 in Piräus teilweise gesunken, 2017 in Aliağa abgewrackt |
| 1993 (1974) | Romilda      | 5170 BRT  | Verolme Scheepswerf, Alblasserdam                   | 2009 aufgelegt, 2011 in Aliağa abgewrackt                                   |
| 1994 (1968) | Dimitra      | 5257 BRT  | Italcantieri, Castellammare di Stabia               | 1997 verkauft, 1998 ausgebrannt und 2001 in Aliağa abgewrackt               |
| 1997 (1978) | Dimitroula   | 7222 BRT  | Italcantieri, Castellammare di Stabia               | 2008 aufgelegt, 2011 in Aliağa abgewrackt                                   |
| 2000 (1995) | Jetferry 1   | 4675 BRT  | Mjellem & Karlsen, Bergen                           | 2008 aufgelegt, 2016 in Aliağa abgewrackt                                   |
| 2003 (1980) | Anthi Marina | 20446 BRT | Schichau Unterweser, Bremerhaven                    | 2008 aufgelegt, 2012 in Aliağa abgewrackt                                   |
| 2003 (1980) | Alkmini A    | 25122 BRT | Kockums, Malmö                                      | 2004 verkauft, als Wawel für Polferries in Fahrt                            |
| 2005 (1983) | Alkmini A    | 16494 BRT | Ch du Nord et de la Méditerranée, Dünkirchen        | 2005 verkauft, 2011 in Alang abgewrackt                                     |
| 2005 (1979) | Silesia      | 10553 BRT | Stocznia Szczecinska im A. Warskiego, Stettin       | 2005 verkauft, seit 2011 als Galaxy für European Seaways in Fahrt           |